# Skeksès

SkekUng, le maître des Garthims exposé au Puppetry Arts Center d'Atlanta.

Les Skeksès (Skeksis en version originale en anglais) sont une espèce de fiction apparue pour la première fois dans le film Dark Crystal (1982) de Jim Henson et Frank Oz.
Principaux antagonistes des héros, Jen et Kira, ils sont décrits par Brian Froud, le concepteur artistique, comme des créatures hybrides entre oiseau et dragon et sont représentés par de grandes marionnettes manipulées par les créateurs des Muppets.

## Caractéristiques
Les Skeksès sont les dirigeants corrompus de la planète Thra, héritée de leurs prédécesseurs ; les bienveillants UrSkek. Leur culture favorise l'extravagance, la mesquinerie, et une attitude envers la vie pour le gaspillage. Bien qu'ils soient capables de former des alliances entre eux, ils sont, par nature, extrêmement méfiants les uns envers les autres. 
Dans leur paranoïa ils créent des créatures, telles que les énormes Garthims, semblables à de gros crustacés, responsables de leur protection ainsi que la répression des autres peuples sur Thra, et les chauves-souris du cristal qui étaient leurs yeux et leurs oreilles. Il est indiqué dans le livre de Brian Froud, World of the Dark Crystal, que SkekTek, le scientifique, a créé les Garthims, mais que tous les autres Skeksès pouvaient les contrôler.  
En raison de la décomposition accélérée de leur corps, les Skeksès cherchent constamment des moyens de prolonger leur vie à tout prix. Leur première méthode consiste à s'exposer à la lumière des trois soleils de Thra par l'intermédiaire du Cristal. Une autre méthode est une forme « d'acupuncture planétaire », dans laquelle ils ont plongé des lignes électriques reliées au château et grâce auxquelles ils pouvaient absorber l'énergie de la planète, résultant de l'apparence du paysage désertique dans leur royaume. Une troisième méthode consiste à se repaître directement de l'essence de vie (lifeforce en anglais) des autres formes de vie en les exposant à des faisceaux réfléchis du Cristal. L'essence de vie, recueillie dans une forme liquide, est bue seulement par l'empereur, qui retrouve son apparence de jeunesse. Cela a pour effet de transformer les victimes en zombies, drainés, quasi aveugles et que les Skeksès utilisent comme esclaves. À l'origine, les Skeksès vidaient seulement les Gelflings, car leur essence était la plus efficace pour la restitution de la jeunesse. Seulement après les avoir totalement exterminés (excepté Jen et Kira), les Podlings furent utilisés à leur place par les Skeksès, leur essence de vie ayant un effet temporaire sur le buveur.
Les Skeksès sont asexués, aucun d'entre eux n'ayant de sexe, donc ils ne peuvent pas se reproduire : leur nombre est resté fixe depuis la « création » de leur espèce, et peu à peu leur nombre a diminué jusqu'à ce qu'il ne reste plus qu'une dizaine de Skeksès au début du film, et neuf après le décès de leur Empereur qui n'arrivait plus à vivre.

## Liste des Skeksès
Note : Les patronymes des Skeksès commencent tous par le préfixe « skek ».
- SkekSo : SkekSo est l’Empereur mourant que l’on peut voir au début du film. Dans la jeunesse de son règne, SkekSo était fort et robuste, sa dextérité était légendaire, il a tué tous les Gelflings avec les Garthims, mais peu à peu, sa force l’abandonna et il tomba malade, SkekSo mourut sous les yeux des autres Skeksès. Il faisait partie d’une alliance comprenant SkekSil, SkekAyuk et SkekEkt.

- SkekZok : SkekZok est le Grand Prêtre Skeksès ; il contrôle le pouvoir du Cristal et commande aux chauves-souris du Cristal. Il est aussi le conseiller de l’Empereur et il fait office de Juge parmi les Skeksès, arbitrant les querelles entre eux, par exemple lorsqu'ils font appel au Jugement de la pierre, ou appliquant les châtiments que décide l'empereur, comme celui qui fit perdre son œil droit à SkekTek. Il pratique la Magie Noire et la Divination. Il possède une dague cérémonielle ainsi qu'un sceptre qui contrôle les chauves-souris du cristal, de petites créatures volantes artificielles portant un éclat de cristal sur elles et permettant aux Skeksès d'espionner le monde à l'extérieur du Château, comme par exemple la montagne d'Aughra ou c'est une chauve-souris du cristal dissimulée qui repérera Jen et permettra aux Skeksès d'apprendre son existence. Il a la fidélité de SkekOk et SkekShod.

- SkekSil : SkekSil est le Chambellan de l’Empereur, son « secrétaire » ; il convoite la place d’Empereur et est le rival de SkekUng. Il fait partie d’une alliance comprenant SkekSo, SkekAyuk et SkekEkt. Son poste était très important, faisant de lui le bras droit de l'empereur, avant l'extermination des Gelflings. Malgré sa position auprès de l'Empereur, il était méprisé par les autres Skeksès à cause de sa voix sifflante et sa nature sournoise[3]. C'est lui qui se chargeait des relations entre les Skeksès et les Gelflings, notamment en manipulant ces derniers avec de beaux discours pour les diviser mais aussi pour diaboliser les Mystiques à leurs yeux. Il s'avère plus réaliste que les autres Skeksès lorsqu'ils commencent a drainer de leur essence les Gelflings, faisant remarquer qu'il ne faudrait pas que ces derniers soupçonnent la vérité si les Skeksès drainaient trop de Gelflings, et qu'il faudrait n'en drainer que le strict nécessaire pour assurer leur survie afin d'éviter que les Gelflings ne se révoltent cars ils étaient bien plus nombreux que les Skeksès.

- SkekUng : SkekUng est le Général des Garthims ; il est le plus brutal de tous les Skeksès. Il est habillé d’une armure sombre ressemblant à la carapace d’un Garthim. Il déteste SkekSil, le Chambellan, qu’il ridiculise lors du Jugement de la pierre. Il a la fidélité de SkekNa et SkekTek. Après sa victoire, il devient le nouvel Empereur des Skeksès ou il impose rapidement son autorité aux autres Skeksès.

- SkekEkt : SkekEkt est l’Ornementaliste ;  il confectionne les divers habits que portent les Skeksès, gardant les plus beaux pour lui. Habillé dans une robe avec des plumes de paons et avec des franges, il porte même des gants rouges munis de faux ongles. Il est fourni en esclaves et en plumes par SkekNa et SkekTek. Maniéré, il se maquille avec du mascara et fait de la décoration. Il a un réel talent en termes de design. Il fait partie d’une alliance comprenant SkekSo, SkekSil et SkekAyuk.

- SkekTek : SkekTek est le Savant ;  quand les Garthim capturent des esclaves, SkekNa fournit SkekTek en esclaves pour qu’il vole l’essence de vie des prisonniers pour la donner aux autres Skeksès. SkekTek est fidèle à SkekUng. Il utilise l'essence de vie des Podlings pour les autres Skeksès, mais il a perdu en influence depuis l'extinction des Gelflings, l'essence de vie des Podlings n'ayant pas les effets de celle des Gelflings.

- SkekAyuk : SkekAyuk est le Gourmet ; il prépare les repas et les banquets des Skeksès. Sa cuisine est excellente et il est aidé par des esclaves que lui fournit SkekNa. Il est toujours en train de manger. Il décore sa cuisine avec des squelettes de Gelflings.

- SkekOk : SkekOk est l’Historien ; il entasse dans sa bibliothèque tous les parchemins et les livres concernant l’Histoire des Skeksès. Il n’est pas très bavard mais il s'entend bien avec SkekShod. Il a des lunettes. Il est fidèle à SkekZok.

- SkekShod : SkekShod est le Trésorier ;  il est le subalterne de SkekSil, tout ce qu’il sait faire est mordre l’or mais cependant il s’entend bien avec SkekOk. Il est fidèle à SkekZok.

- SkekNa : SkekNa est le Maître des esclaves ; il indique la fonction des esclaves capturés par les Garthims, il en donne à SkekTek et à SkekEkt pour leurs travaux divers. Il a un crochet à la main gauche et a un œil en moins. Il n'est pas vraiment très sociable envers les autres Skeksès à cause de sa bêtise et de son idiotie mais SkekTek semble bien s'entendre avec lui.

- SkekMal : SkekMal était le Chasseur, un skeksès atypique parmi leur groupe. Avant que les skeksès ne commencent a exterminer les gelflings, il vivait en solitaire à l'extérieur du Château, chassant n'importe quel être vivant de Thra pour satisfaire sa soif de défis. Du fait de sa vie en extérieur il était bien plus athlétique, rapide et fort que ses congénères, il avait aussi la particularité d'utiliser ses deux paires de bras en même temps, ce que les autres skeksès ne font pas, leur seconde pair de bras étant atrophiée. Lorsque les autres skeksès voulaient le convoquer, ils devaient utiliser une corne spéciale située sur une des hautes tours du Château. C'est ce qui arrive lorsque SkekSil, pour regagner les faveurs de l'empereur, convoque SkekMal pour que ce dernier traque le gelfling Rian et le lui ramène. Il réussit mais le gelfling s'échappe et il le poursuit à nouveau jusque dans le désert de cristal, où cette fois il est attaqué par UrVa, le Mystique dont il est la moitié. Blessé par les flèches d'UrVa, il arrive a emporter Bréa et à la ramener au Château où SkekTek tente de le soigner grâce à l'Essence des gelflings, jusqu'à ce qu'Aughra ne propose de donner sa propre essence à SkekMal en échange de la libération des prisonniers gelflings. L'opération échoue et le Chasseur meurt, mais son corps resté intact est placé dans la salle du trône du Château où il est paré d'une armure d'apparat et exposé comme un mannequin. Il finit par se réveiller et, fou de rage, se rend au village des Rochenbois pour tuer Rian, mais c'est à ce moment qu'UrVa décide de se suicider, mettant fin à la vie de SkekMal et permettant à l'essence d'Aughra qu'il avait absorbé d'être libérée, ramenant la Prophétesse à la vie.

- SkekLach : SkekLach était le Percepteur, le Skeksès chargé de récolter les dîmes payées par les gelflings aux skeksès. Pessimiste, il se plaignait constamment de tout et était malade, des bubons sur son bec dégoulinant de pus, qu'il éternuait souvent. Lors de la bataille contre les gelflings à Roche-dans-le-bois, il est tué lorsque Deet utilise le pouvoir de l'Obscurcissement contre les Skeksès, recevant l'attaque il semble d'abord bien portant et dit qu'il n'a rien senti, avant d'éclater.

- SkekGra : Autrefois nommé le Conquérant, SkekGra était un Skeksès comme les autres jusqu'à ce que Thra lui envoie une vision et qu'il rencontre UrGoh, son double Mystique. Ensemble ils tentèrent de convaincre les Mystiques et les Skeksès de travailler main dans la main pour tenter de ne faire plus qu'un à nouveau et de redevenir des Urskeks. Malheureusement ils ne parvinrent pas a convaincre les Skeksès qui chassèrent SkekGra, le qualifiant désormais d'Hérétique. Devenus des fugitifs, SkekGra et UrGoh disparurent des histoires de Thra, se dissimulant finalement dans ce qu'on appelle le Domaine des Soleils, une montagne située au milieu de l'aride désert de cristal. Pour œuvrer à la réunion des Skeksès et des Mystiques, ils fabriquèrent une arme, le Double-glaive, qui aurait le pouvoir de réunir les sept clans Gelflings car ils y avaient dissimulés l'Éclat du cristal, celui qui replacé dans le Cristal de Vérité le guérirait de l'obscurcissement causé par les Skeksès. Pour qu'un jour un Gelfling puisse les retrouver ils conçurent Lueur, un golem qui devrait guider celui qui le ranimerait vers ses créateurs, et ils l'ont dissimulé dans un catacombe secret caché sous la salle du trône de la Citadelle de Har'ar, la capitale du clan gelfling des Vapra. Des siècles plus tard SkekGra et UrGoh, qui vivaient ensemble au Domaine des Soleils, accueillirent Bréa, Deet et Rian, trois Gelflings guidés par Lueur et auxquels ils exposèrent la vérité, expliquant les origines des SkekSès et des Mystiques ainsi qu'un moyen de conter l'Obscurcissement qui affectait Thra. Après que les Gellflings les ait quittés les deux  sages moururent, SkekGra se demandant avec une certaine crainte si une fois mort lui et UrGoh seraient réunis à nouveau en un seul être.

- SkekVar : SkekVar était le premier Général des Skeksès. Il était l'un des proches de l'empereur SekSo et détestait SkekSil le Chambellan car, adepte de la manière forte, il n'aimait pas les manipulations de SkekSil pour maintenir les Gelflings sous contrôle. Sûr de sa force physique, il finit par profiter de la détresse de l'empereur, qui voit son corps pourrir sous l'effet de l'Obscurcissement, pour prendre la place du Chambellan en tant que bras droit de l'empereur. Il encourage ce dernier a cesser les faux semblants et a drainer autant de gelflings de leur essence qu'il est possible. Sa rivalité avec le Chambellan se conclût lorsque celui-ci profite du fait que SkekVar a été blessé lors d'un duel avec Rian le gelfling au début de la bataille au village de Roche-dans-le-bois pour l'achever, SkekSil disant que ce sont les Gelflings qui ont tué le général.

## Interprétation

### Dark Crystal(1982)
- SkekSo : Jim Henson (manipulation) ; Jerry Nelson (voix)
- SkekZok : Jim Henson (manipulation) ; Jerry Nelson (voix)
- SkekSil : Frank Oz (manipulation) ; Barry Dennen (voix)
- SkekUng : Dave Goelz (manipulation) ; Michael Kilgarriff (voix)
- SkekEkt : Brian Muehl (manipulation et voix)
- SkekTek : Steve Whitmire (manipulation et voix)
- SkekAyuk : Louise Gold (manipulation) ; Thick Wilson (voix)
- SkekNa : Mike Quinn (manipulation) ; David Buck (voix)
- SkekShod : Tim Rose (manipulation) ; Charles Collingwood (voix)
- SkekOk : Bob Payne (manipulation) ; John Baddeley (voix)

### Dark Crystal: Le Temps de la résistance(2019)
- SkekSil : Simon Pegg
- SkekLach : Awkwafina
- SkekSo : Jason Isaacs
- SkekVar : Benedict Wong
- SkekAyuk : Harvey Fierstein
- SkekGra : Andy Samberg
- SkekMal : Ralph Ineson
- SkekEkt : Alice Dinnean
- SkekZok : Keegan-Michael Key
- SkekTek : Mark Hamill
- SkekOk : Neil Sterenberg